# Jetour X95

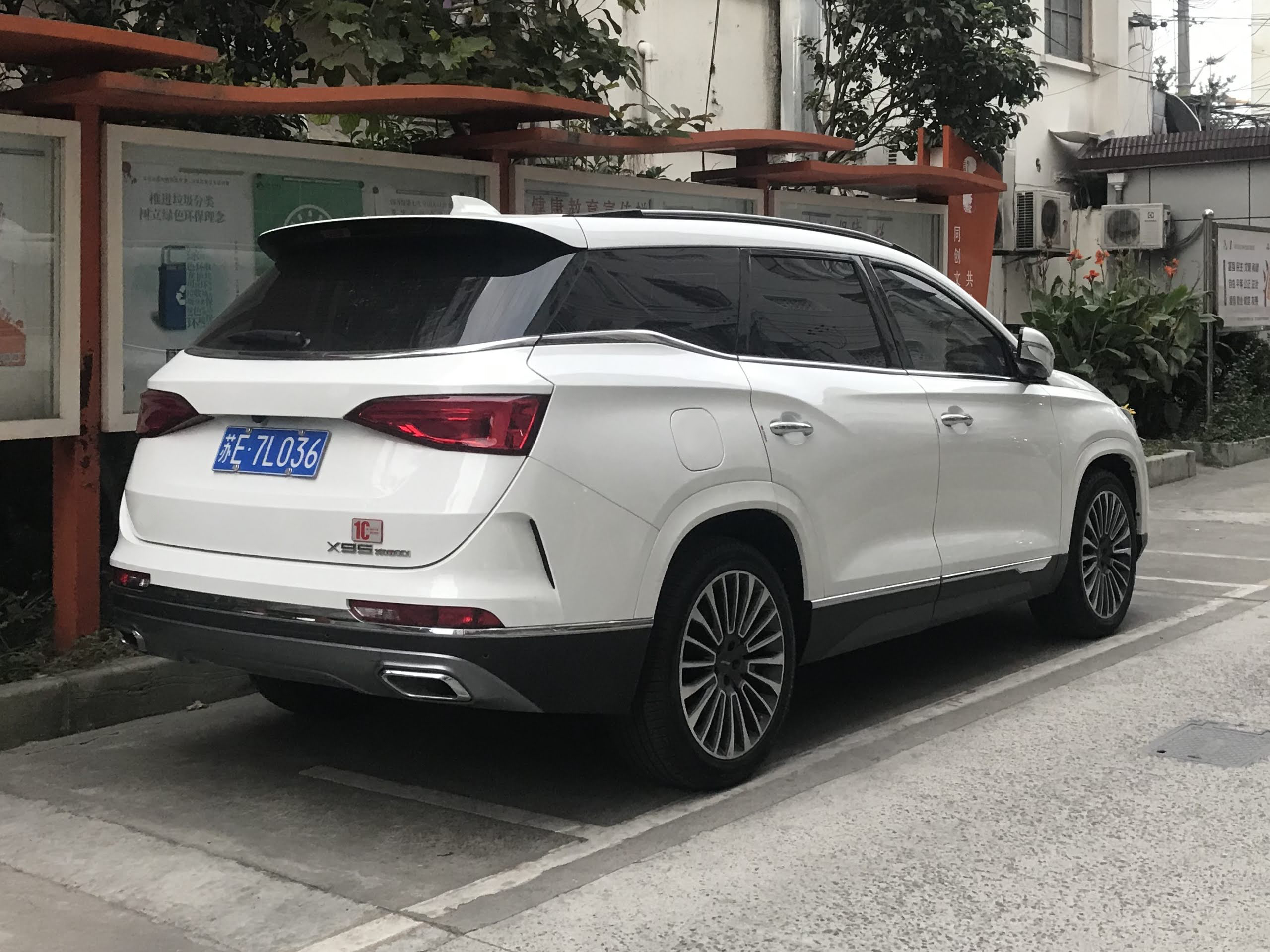
Heckansicht

Der Jetour X95 ist das größte Sport Utility Vehicle der chinesischen Automobilmarke Jetour, die zum Automobilhersteller Chery gehört.

## Geschichte
Vorgestellt wurde der X95 auf der Shanghai Auto Show im April 2019. Ab November 2019 wurde das bis zu siebensitzige Fahrzeug in China verkauft.
Chery Tiggo 7, Chery Tiggo 8 und Jetour X90 nutzen die gleiche Technik.

## Technische Daten
Angetrieben wird das SUV von einem aufgeladenen 1,5-Liter-Ottomotor mit einer Leistung von 115 kW (156 PS) oder einem aufgeladenen 1,6-Liter-Ottomotor mit einer Leistung von 145 kW (197 PS). Diese Motoren kommen in weiteren SUV-Modellen von Chery Automobile zum Einsatz.
|                                            | 1.5T                               | 1.6T                             |
| ------------------------------------------ | ---------------------------------- | -------------------------------- |
| Bauzeitraum                                | 11/2019–03/2020                    | 11/2019–03/2020                  |
| Motorkenndaten                             |                                    |                                  |
| Motorart                                   | Ottomotor                          | Ottomotor                        |
| Motorbauart                                | R4                                 | R4                               |
| Hubraum                                    | 1498 cm³                           | 1598 cm³                         |
| max. Leistung bei min−1                    | 115 kW (156 PS) / 5500             | 145 kW (197 PS) / 5500           |
| max. Drehmoment bei min−1                  | 230 Nm / 1750–4000                 | 290 Nm / 2000–4000               |
| Kraftübertragung                           |                                    |                                  |
| Antrieb                                    | Vorderradantrieb                   | Vorderradantrieb                 |
| Getriebe, serienmäßig                      | 6-Gang-Schaltgetriebe              | 6-Stufen-Doppelkupplungsgetriebe |
| Getriebe, optional                         | (6-Stufen-Doppelkupplungsgetriebe) | —                                |
| Messwerte                                  |                                    |                                  |
| Höchstgeschwindigkeit                      | 180 km/h (180 km/h)                | 185 km/h                         |
| Beschleunigung, 0–100 km/h                 | k. A. (k. A.)                      | 10,6 s                           |
| Kraftstoffverbrauch auf 100 km, kombiniert | 7,7 l Super (8,0 l Super)          | 8,1 l Super                      |
| Tankinhalt                                 | 57 l                               | 57 l                             |

- Werte in ( ) gelten in Verbindung mit Automatikgetriebe.